# Axwell Λ Ingrosso
Axwell Λ Ingrosso ist ein im Jahr 2014 gegründetes schwedisches DJ-Duo, bestehend aus den früheren Swedish-House-Mafia-Mitgliedern Axwell und Sebastian Ingrosso. Als Sänger und Songwriter standen dem Duo Vargas & Lagola beiseite. Als sie im Juni 2014 ihr Debüt bei dem Governors Ball Music Festival in New York gegeben hatten, unterschrieben sie einen Plattenvertrag beim Label Def Jam Recordings. Nachdem sie 2015 bereits mit dem Lied Sun Is Shining eine kommerziell erfolgreiche Single veröffentlicht hatten, landeten sie 2017 mit dem Lied More Than You Know unter anderem in Deutschland und Österreich einen Nummer-eins-Hit.
Durch die Reunion der Swedish House Mafia entschieden sich Axwell und Sebastian Ingrosso, ihr Project als Duo vorerst einzubetten, da man sich nun wieder voll auf das Trio konzentrieren wolle.

## Geschichte

### Bis 2013: Swedish House Mafia
Das Projekt Swedish House Mafia war ein von 2008 bis 2013 aktives Musikprojekt aus dem Bereich der Progressive-House-Musik, welches aus den schwedischen DJs und Produzenten Sebastian Ingrosso, Axwell und Steve Angello bestand. Am 24. Juni 2012 publizierte die Gruppe auf ihrer Internetseite, dass es eine letzte Tour („One Last Tour“) gäbe und sich das Projekt anschließend auflösen wolle. Ebendiese Tour endete am 24. März 2013 im Rahmen des Ultra Music Festival 2013 in Miami.

### 2014: Gründung undX4-EP
Im Jahr 2014 gründeten Axwell und Sebastian Ingrosso offiziell das Projekt Axwell Λ Ingrosso. Die Gründung ging mit dem Release der X4-EP im Februar 2014 einher. Die Tracks der EP präsentierten sie in der Sendung des populären BBC-Radio-1-Moderators Zane Lowe. Mit We Come, We Rave, We Love wurde im Mai 2014 die erste Single aus der EP sowie auch die erste Single des Duos veröffentlicht. Anfang Juni 2014 hatte das Duo im Rahmen des Governors Ball Music Festival in New York City als auch beim Electric Daisy Carnival in Las Vegas erste Headliner-Auftritte. Weiterhin wurde im Sommer 2014 bekannt, dass das Duo ein Album veröffentlichen wolle.
Kurz nachdem sie im November 2014 beim Platten-Label Def Jam Recordings ihren Plattenvertrag unterschrieben, veröffentlichten sie die Single Something New, die vom schwedischen Singer-Songwriter Vincent Pontare gesungen wurde. Diese wurde von Apple für Werbekampagnen ihrer Kopfhörermarke Beats by Dr. Dre genutzt. Mit Something New stieg das Duo in die Single-Charts zahlreicher Länder ein. Neben Top-100 Platzierungen in Schweden, Spanien und Großbritannien erreichte das Lied Platz eins der US-amerikanischen und Japanischen Billboard-Dance-Charts. Des Weiteren wurde ein Charteintritt in unterschiedlichen deutschsprachigen Ländern nur knapp verfehlt. Neben der offiziellen Progressive-House-Version erschien auch ein Remix des deutschen Deep-House-Produzenten Robin Schulz, der für weitere Popularität sorgte.

### 2015:Sun Is Shining
2015 veröffentlichten Axwell Λ Ingrosso die Single On My Way, zu der Salem Al Fakir die Vocals beisteuerte. Das Lied erhielt viel positive Kritik und konnte insbesondere durch das offizielle Musikvideo auf sich aufmerksam machen. Das Lied bildet nach Something New die zweite erfolgreiche Single-Chartplatzierung.
Parallel zur Veröffentlichung von On My Way trat das Duo auch beim Ultra Music Festival 2015 in Miami auf und stellte dort ihre kommende Single Sun Is Shining, die wie ihre Vorgänger in Zusammenarbeit mit Al Fakir und Pontare entstand vor. Bereits im Vorfeld erhielten sie überragende Rückmeldungen für das Lied. Des Weiteren erhielt es durch die Verwendung im TV-Werbespot für die H&M-Sommerkollektion viel Promotion. Der Spot wurde nach nur einem Monat mehrere Millionen Mal auf YouTube angeklickt. Eine ähnliche Klickzahl zählt auch ihr Liveauftritt mit Sun Is Shining. Der Track entwickelte sich nach dem Release am 12. Juni 2015 zu ihren bis dahin größten Erfolg. Er erreichte innerhalb kürzester Zeit Platz-eins der offiziellen schwedischen Single-Charts und rückte auch in die Top-100 vieler weiterer Länder.
Anfang Dezember 2015 erschien ein Remix ihrer Debüt-Single Something New mit dem neuen Titel This Time bei dem ebenfalls Rapper Pusha T mitwirkte. Die Einnahmen des Liedes spendeten sie der „United Nations High Commissioner for Refugees“, die den von der Flüchtlingskrise in Europa ab 2015 betroffenen Immigranten Hilfestellung leistet.

### 2016–2017: Kommerzialisierung des Stils

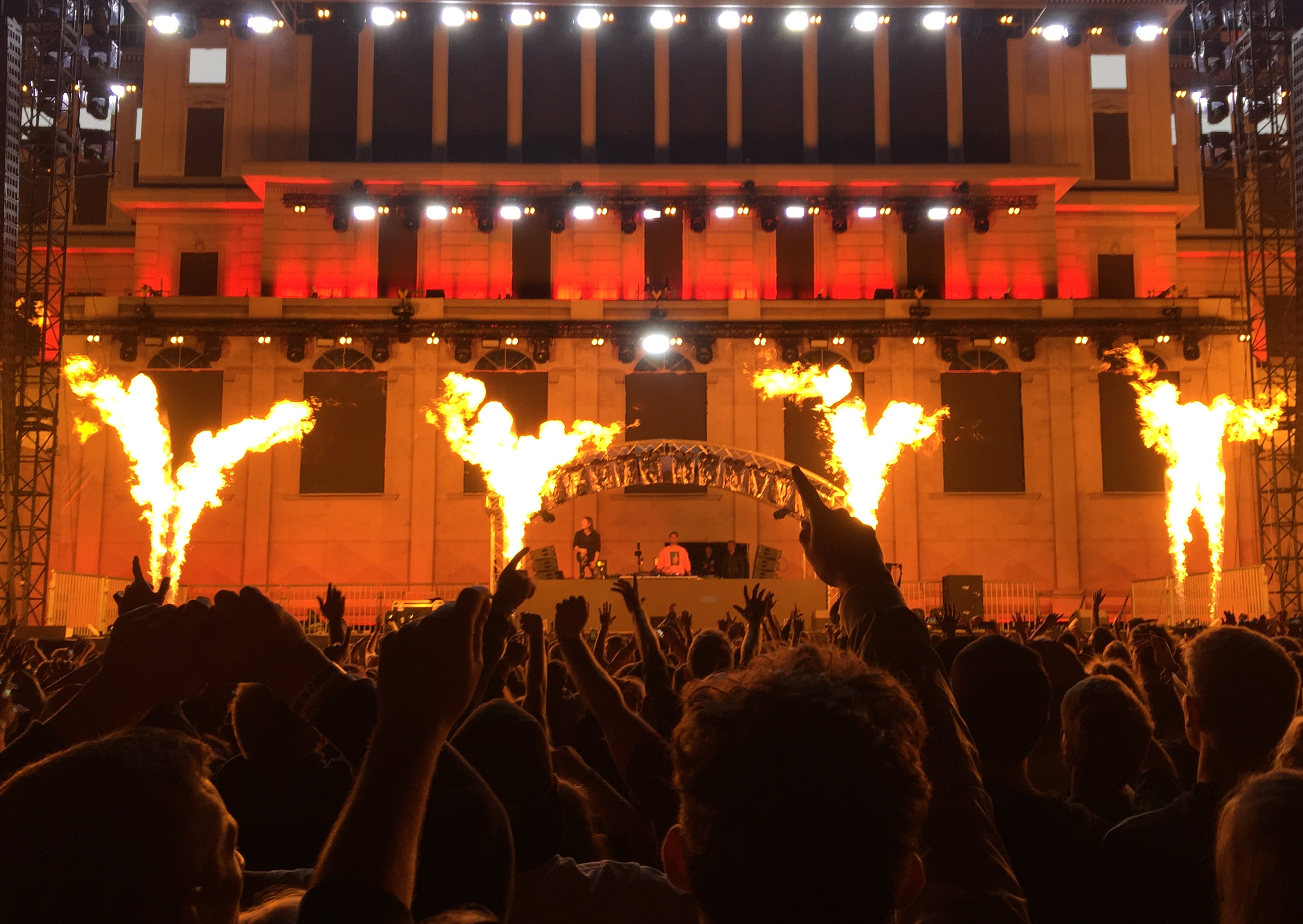
Axwell Λ Ingrosso live beim Airbeat One 2017

Zusammen mit Pharrell Williams entstand im Herbst des Jahres 2015 das Lied Dream Bigger. Als Instrumental-Version wurde der Electro-House-Track bereits am 31. Dezember 2015 veröffentlicht. Als Reaktion auf die hohe Nachfrage erschien im Frühjahr des Folgejahres die Vocal-Version mit Williams als Single. Parallel brachten beide Interpreten auch Solo-Produktionen heraus.
Im Mai 2016 veröffentlichten sie mit Thinking About You eine stilistisch an radiotauglicher Popmusik orientierte Single. Diese entstand in Zusammenarbeit mit Richard Archer und Karin Park. Der Track brachte sie ein fünftes Mal in die schwedischen Single-Charts. Drei Monate später erschien eine offizielle Festival-Version des Liedes als separate Single.
Am 10. Februar 2017 erschien das Lied I Love You, das in Zusammenarbeit mit Kid Ink entstand. Der Track basiert auf einem ähnlichen Schema wie Thinking About You und enthält zudem das Geigensample aus dem Lied Bitter Sweet Symphony von The Verve. In Schweden erreichte das Lied die Top-10 sowie Doppel-Platin-Status. Des Weiteren erreichte der Track eine Platzierung in den britischen Single-Charts.
Am 24. Mai 2017 veröffentlichte das Duo eine Four-Track-EP unter dem Titel More Than You Know. Die gleichnamige Lead-Single, die vom schwedischen Musiker Kristoffer Fogelmark gesungen wird, entwickelte sich während des Sommers zu einem kommerziellen Erfolg. In diesem Zuge erreichte der Track unter anderem Platz zwei in Schweden und als erste Axwell-Λ-Ingrosso-Single Platz eins in Deutschland und Österreich. In zehn weiteren Ländern erreichte die Single ähnliche Platzierungen. Bereits nach wenigen Wochen wurde die Single in Italien für 50.000 verkaufte Einheiten mit Platin und in Schweden für 80.000 mit Doppelplatin ausgezeichnet. In Deutschland wurde es im September 2019 mit Diamant für über eine Million verkaufte Einheiten ausgezeichnet. Damit zählt More Than You Know zu den meistverkauften Singles in Deutschland. Es folgten Auszeichnungen in weiteren Ländern. Markant war insbesondere der Future-House- und Dance-Pop-lastige Stil, mit dem sich das Lied von den restlichen Funk- und Progressive-House-geprägten Liedern der EP abhebt.
Der seit Oktober 2016 erwartete Track Dreamer wurde am 30. November 2017 als nächste Single angekündigt. Die Veröffentlichung erfolgte am 8. Dezember 2017. Die Vocals stammen vom kanadischen Singer-Songwriter Trevor Guthrie. Für das Single-Release wurde das gesamte Lied überarbeitet, wobei sie die eigentlich an ihren ursprünglichen Swedish-House-Mafia-Stil angelehnten Noten, zu einem More-Than-You-Know-ähnlichen Drop umbauten. Parallel veröffentlichten sie ihr bereits 2014 angekündigtes Debütalbum. Dieses trägt den Titel More Than You Know und enthält alle bisher veröffentlichten Singles des Duos.

## Name
In einem Interview mit dem BBC-Radio-1-Moderator Pete Tong erklärten Axwell und Ingrosso die Bedeutung des Symbols Λ, eines stilisierten Lambdas. Es symbolisiere Teamgeist und solle das neue Zeichen für Verbundenheit werden. Weiterhin merkten sie an, dass ihnen das herkömmliche „&“-Symbol zu langweilig sei.

## Mitglieder
- Sebastian Ingrosso (* 20. April 1983 in Nacka, Schweden als Sebastian Carmine Ingrosso) wuchs in Stockholm gemeinsam mit dem dritten Swedish-House-Mafia Mitglied Steve Angello auf. Durch seinen Vater, welcher ein eigenes Plattenlabel führte, gelang ihm der Sprung in die DJ-Szene. Mit der Gründung seines eigenen Labels Refune Records im Jahre 2003 lernte er auch Axwell kennen.

- Axwell (* 18. Dezember 1977 in Lund, Schweden als Axel Christofer Hedfors) begann im Alter von neun Jahren sich als Schlagzeuger in seiner Band in die Musikszene einzubauen. Jedoch gelang ihm dies vorerst nicht. Im Jahre 1990 kaufte er sich ein DJ-Equipment und Anfang der 2000er gelang ihm der Durchbruch im Bereich der House-Musik.

## Diskografie

### Studioalben
| Jahr | Titel              | Höchstplatzierung, Gesamtwochen, AuszeichnungChartsChartplatzierungen (Jahr, Titel, Platzierungen, Wochen, Auszeichnungen, Anmerkungen) | Anmerkungen                                               |
| Jahr | Titel              | SE | Anmerkungen                                               |
| ---- | ------------------ | --- | --------------------------------------------------------- |
| 2017 | More Than You Know | SE12 (38 Wo.)SE | Erstveröffentlichung: 8. Dezember 2017 Verkäufe: + 97.500 |

### EPs
- 2014: X4
- 2017: More Than You Know

### Singles
| Jahr | Titel Album                           | Höchstplatzierung, Gesamtwochen, AuszeichnungChartplatzierungen (Jahr, Titel, Album, Platzierungen, Wochen, Auszeichnungen, Anmerkungen) | Höchstplatzierung, Gesamtwochen, AuszeichnungChartplatzierungen (Jahr, Titel, Album, Platzierungen, Wochen, Auszeichnungen, Anmerkungen) | Höchstplatzierung, Gesamtwochen, AuszeichnungChartplatzierungen (Jahr, Titel, Album, Platzierungen, Wochen, Auszeichnungen, Anmerkungen) | Höchstplatzierung, Gesamtwochen, AuszeichnungChartplatzierungen (Jahr, Titel, Album, Platzierungen, Wochen, Auszeichnungen, Anmerkungen) | Höchstplatzierung, Gesamtwochen, AuszeichnungChartplatzierungen (Jahr, Titel, Album, Platzierungen, Wochen, Auszeichnungen, Anmerkungen) | Anmerkungen                                                                                 |
| Jahr | Titel Album                           | DE | AT | CH | UK | SE | Anmerkungen                                                                                 |
| ---- | ------------------------------------- | --- | --- | --- | --- | --- | ------------------------------------------------------------------------------------------- |
| 2014 | Something New More Than You Know      | — | — | — | UK22 (5 Wo.)UK | SE20 ×2Doppelplatin · (21 Wo.)SE | Erstveröffentlichung: 27. November 2014 gesungen von Vincent Pontare; Verkäufe: + 135.000   |
| 2015 | On My Way More Than You Know          | — | — | — | UK100 (1 Wo.)UK | SE18 ×2Doppelplatin · (22 Wo.)SE | Erstveröffentlichung: 12. März 2015 gesungen von Salem Al Fakir; Verkäufe: + 80.000         |
| 2015 | Sun Is Shining More Than You Know     | DE51 (8 Wo.)DE | AT13 (15 Wo.)AT | CH41 (8 Wo.)CH | UK56 Silber · (2 Wo.)UK | SE1 ×5Fünffachplatin · (34 Wo.)SE | Erstveröffentlichung: 12. Juni 2015 gesungen von Salem Al Fakir; Verkäufe: + 735.000        |
| 2015 | This Time More Than You Know          | — | — | — | — | SE73 (1 Wo.)SE | Erstveröffentlichung: 6. Dezember 2015 gesungen von Pusha T & Vincent Pontare               |
| 2016 | Thinking About You More Than You Know | — | — | — | — | SE64 (2 Wo.)SE | Erstveröffentlichung: 27. Mai 2016 gesungen von Richard Archer & Karin Park                 |
| 2017 | I Love You More Than You Know         | — | — | — | UK72 (1 Wo.)UK | SE16 ×3Dreifachplatin · (24 Wo.)SE | Erstveröffentlichung: 10. Februar 2017 feat. Kid Ink; Verkäufe: + 165.000                   |
| 2017 | More Than You Know                    | DE1 ×3Dreifachplatin · (50 Wo.)DE | AT1 Platin · (47 Wo.)AT | CH2 (51 Wo.)CH | UK30 Platin · (13 Wo.)UK | SE2 ×10Zehnfachplatin · (62 Wo.)SE | Erstveröffentlichung: 26. Mai 2017 gesungen von Kristoffer Fogelmark; Verkäufe: + 4.208.333 |
| 2017 | Dreamer More Than You Know            | DE34 Gold · (19 Wo.)DE | AT20 (21 Wo.)AT | CH44 (19 Wo.)CH | — | SE17 ×2Doppelplatin · (28 Wo.)SE | Erstveröffentlichung: 8. Dezember 2017 feat. Trevor Guthrie; Verkäufe: + 505.000            |
| 2018 | Dancing Alone –                       | — | — | — | — | SE29 Gold · (8 Wo.)SE | Erstveröffentlichung: 29. Juni 2018 feat. RØMANS; Verkäufe: + 40.000                        |

Weitere Singles
- 2014: We Come, We Rave, We Love (Promo-Single)
- 2014: Can’t Hold Us Down
- 2016: Dream Bigger
- 2017: Renegade

## Auszeichnungen für Musikverkäufe
| Goldene Schallplatte - Australien - 2017: für die Single More Than You Know - Brasilien - 2023: für die Single Something New - 2023: für die Single Sun Is Shining - 2023: für die Single Dreamer - 2024: für das Album More Than You Know - Dänemark - 2020: für die Single I Love You - Frankreich - 2024: für die Single Dreamer - Italien - 2017: für die Single Something New - 2019: für die Single Dreamer - 2025: für das Album More Than You Know - Neuseeland - 2020: für das Album More Than You Know - Polen - 2016: für die Single Sun Is Shining - Singapur - 2021: für das Album More Than You Know - Vereinigte Staaten - 2018: für die Single More Than You Know | Platin-Schallplatte - Dänemark - 2021: für die Single Sun Is Shining - 2024: für das Album More Than You Know - Frankreich - 2018: für die Single More Than You Know - Italien - 2017: für die Single Sun Is Shining - Kanada - 2017: für die Single More Than You Know - Niederlande - 2015: für die Single Sun Is Shining - Polen - 2024: für das Album More Than You Know - Spanien - 2024: für die Single Sun Is Shining | 2× Platin-Schallplatte - Belgien - 2017: für die Single More Than You Know - Dänemark - 2025: für die Single More Than You Know - Norwegen - 2015: für die Single Sun Is Shining - Portugal - 2022: für die Single More Than You Know - Spanien - 2024: für die Single More Than You Know 3× Platin-Schallplatte - Neuseeland - 2024: für die Single More Than You Know - Norwegen - 2017: für die Single More Than You Know 4× Platin-Schallplatte - Italien - 2018: für die Single More Than You Know Diamantene Schallplatte - Brasilien - 2023: für die Single More Than You Know - Polen - 2021: für die Single More Than You Know |

Anmerkung: Auszeichnungen in Ländern aus den Charttabellen bzw. Chartboxen sind in ebendiesen zu finden.
| Land/RegionAuszeichnungen für Musikverkäufe (Land/Region, Auszeichnungen, Verkäufe, Quellen) | Silber  | Gold       | Platin       | Diamant     | Verkäufe  | Quellen              |
| -------------------------------------------------------------------------------------------- | ------- | ---------- | ------------ | ----------- | --------- | -------------------- |
| Australien (ARIA)                                                                            | —       | Gold1      | —            | —           | 35.000    | aria.com.au          |
| Belgien (BRMA)                                                                               | —       | —          | 2× Platin2   | —           | 60.000    | ultratop.be          |
| Brasilien (PMB)                                                                              | —       | 4× Gold4   | —            | Diamant1    | 260.000   | pro-musicabr.org.br  |
| Dänemark (IFPI)                                                                              | —       | Gold1      | 4× Platin4   | —           | 320.000   | ifpi.dk              |
| Deutschland (BVMI)                                                                           | —       | Gold1      | 3× Platin3   | —           | 1.400.000 | musikindustrie.de    |
| Frankreich (SNEP)                                                                            | —       | Gold1      | Platin1      | —           | 233.333   | snepmusique.com      |
| Italien (FIMI)                                                                               | —       | 3× Gold3   | 5× Platin5   | —           | 325.000   | fimi.it              |
| Kanada (MC)                                                                                  | —       | —          | Platin1      | —           | 80.000    | musiccanada.com      |
| Neuseeland (RMNZ)                                                                            | —       | Gold1      | 3× Platin3   | —           | 97.500    | radioscope.co.nz NZ2 |
| Niederlande (NVPI)                                                                           | —       | —          | Platin1      | —           | 30.000    | nvpi.nl              |
| Norwegen (IFPI)                                                                              | —       | —          | 5× Platin5   | —           | 200.000   | ifpi.no              |
| Österreich (IFPI)                                                                            | —       | —          | Platin1      | —           | 30.000    | ifpi.at              |
| Polen (ZPAV)                                                                                 | —       | Gold1      | Platin1      | Diamant1    | 280.000   | olis.pl              |
| Portugal (AFP)                                                                               | —       | —          | 2× Platin2   | —           | 20.000    | Einzelnachweise      |
| Schweden (IFPI)                                                                              | —       | Gold1      | 24× Platin24 | —           | 1.480.000 | sverigetopplistan.se |
| Singapur (RIAS)                                                                              | —       | Gold1      | —            | —           | 5.000     | rias.org.sg          |
| Spanien (Promusicae)                                                                         | —       | —          | 3× Platin3   | —           | 180.000   | elportaldemusica.es  |
| Vereinigte Staaten (RIAA)                                                                    | —       | Gold1      | —            | —           | 500.000   | riaa.com             |
| Vereinigtes Königreich (BPI)                                                                 | Silber1 | —          | Platin1      | —           | 800.000   | bpi.co.uk            |
| Insgesamt                                                                                    | Silber1 | 16× Gold16 | 57× Platin57 | 2× Diamant2 |           |                      |